# Irene Miguel-Aliaga
Irene Miguel-Aliaga (Barcelona, 1973) és una bioquímica catalana establerta al Regne Unit, on és catedràtica de Genètica i Fisiologia a l'Imperial College London i investigadora de l'Institut de Ciències Mèdiques de Londres (LMS, de l'anglés London Institute of Medical Sciences) del Consell de Recerca Médica (MRC, de l'anglès Medical Research Council) britànic. És reconeguda com a experta en l'estudi de la comunicació creuada entre òrgans, de la plasticitat dels òrgans i cèl·lules i per la descoberta de les diferències que existeixen entre els sexes pel que fa a les comunicacions cervell–intestí.
Irene Miguel-Aliaga va estudiar Bioquímica a la Universitat Autònoma de Barcelona, on va rebre el premi al millor expedient de la seva promoció (1997). El mateix any va anar a la Universitat d'Oxford amb una beca de la Fundació la Caixa. Era una beca per a un curs, però la professora amb qui treballava a Oxford —Kay Davies— podia disposar d'una beca de doctorat i Miguel-Aliaga va poder completar així el seu treball de recerca i el 2002 va obtenir el doctorat. Després va fer recerca postdoctoral sobre neurobiologia a la Universitat Harvard i a la Universitat de Linköping (Suècia) amb Stefan Thor i més tard a l'Institut Nacional de Recerca Mèdica del Regne Unit (avui dia integrat a l'Institut Francis Crick).
Miguel-Aliaga ha estudiat la plasticitat dels òrgans i les diferències que existeixen entre mascles i femelles, i s'ha lamentat que, sovint, aquestes diferències no es tinguin en compte quan es fa recerca en models animals i molts estudis utilitzin només mascles. Afirma que sovint es considera com si mascles i femelles fossin diferents només pels seus òrgans reproductors, però hi ha moltes altres diferències en la majoria d'òrgans que no tenen res a veure amb la reproducció, com ara el cervell.
L'any 2018 Miguel-Aliaga va obtenir, per al seu grup de recerca, una subvenció de 2,5 milions d'euros del Consell Europeu de Recerca (ERC, de l'anglès European Research Council) dins del programa Horitzó 2020 de la Unió Europea.

## Reconeixements
El 2017 va ser elegida membre de l'Organització Europea de Biologia Molecular (EMBO, de l'anglès European Molecular Biology Organization).
El 2018 va rebre el premi Suffrage Science Women in Science, que es concedeix a dones científiques per l'èxit de la seva recerca i per la capacitat d'inspiració per a altres dones. Els guardons són joies amb un disseny inspirat en el moviment sufragista i es transmeten «en herència» de les dones premiades un any a les guardonades l'any següent.
El 2019 va ser elegida membre de l'Acadèmia de Ciències Mèdiques del Regne Unit.
El maig de 2022 va ser elegida membre de la Royal Society.
El 2022 va rebre la Medalla Mary Lyon de The Genetics Society. Aquesta medalla, que s'atorga anualment i duu el nom de la genetista Mary Lyon, és un reconeixement a la recerca destacada feta per genetistes que es troben a la meitat de la seva carrera professional.